# 미하일 스티리코비치
미하일 아돌포비치 스티리코비치(러시아어: Михаи́л Адо́льфович Стырико́вич, 1902년 11월 16일(구력 11월 3일)~1995년 10월 27일)는 소련의 발전소 과학자이다. 소련 과학한림원 회원을 역임했고 사회주의 노동영웅 수훈자다.

## 수상
- 사회주의 노동영웅(1972년 11월 15일)
- 레닌 훈장(1975년 9월 17일)
- 10월 혁명 훈장(1982년 11월 15일)
- 노동적기훈장 2회(1957년 12월 21일, 1962년 11월 16일)